# Dinastia Jagelló
La dinastia Jagelló, o els jagellons (en lituà Jogailos o Jogailaičiai), és una dinastia reial, originària de Lituània, que va regnar sobre una part de l'Europa central (actualment: Lituània, Polònia, Ucraïna, Letònia, Estònia, Kaliningrad –Rússia– i Hongria), entre el segle xiv i el segle xviii.
Els membres d'aquesta dinastia van ser grans ducs de Lituània de 1377 a 1392 i de 1440 a 1572, reis de Polònia de 1386 a 1572, reis d'Hongria de 1440 a 1444 i de 1490 a 1526, i reis de Bohèmia de 1471 a 1526. Els Jagellons pertanyen també a una branca de la dinastia lituana dels Gediminaičių.

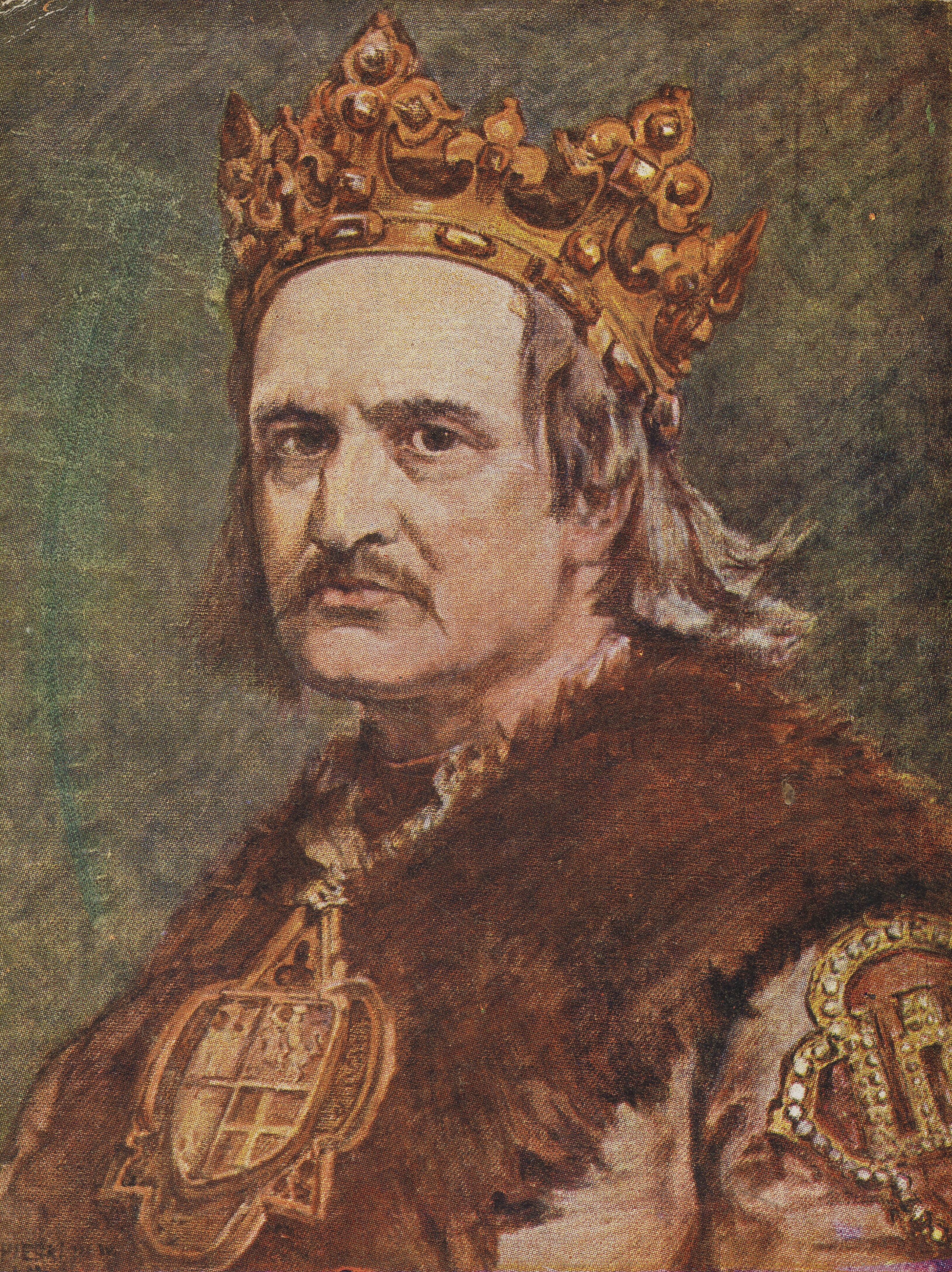
Ladislau II Jagelló, el primer rei de la dinastia

El nom prové de Ladislau II Jagelló (en polonès Jagiełło), el primer rei polonès d'aquesta dinastia. En polonès, també és coneguda com a Jagiellonowie (singular Jagiellon, adjectiu aplicat als membres de la dinastia, incloent el femení Jagiellończyk); en lituà s'anomena Jogailaičiai (sing.: Jogailaitis), en belarús Ягайлавічы (Jagajłavičy, sing.: Ягайлавіч, Jagajłavič), en hongarès Jagellók (sing.: Jagelló) i en txec Jagellonci (sing.: Jagellonec; adjectiu: Jagellonský), així com Jagello o Jagellon (fem. Jagellonica) en llatí.
La unió dinàstica entre Polònia i Lituània (convertits administrativament en una unió plena només el 1569) és la raó per a l'apel·lació comuna "Polònia-Lituània" d'aquesta àrea d'ençà de la darreria de l'edat mitjana. Un Jagelló va governar breument tant Polònia com Hongria (1440-1444), i dos altres governaren tant Bohèmia (des de 1471) com Hongria (1490-1526) i llavors continuaren com la branca oriental de la Casa d'Habsburg.

## Predinastia - antecedents
Els Gedimínides, els predecessors immediats del primer Jagelló, eren monarques de la Lituània medieval amb el títol de didysis kunigaikštis que es traduiria com a Rei Alt segons la percepció contemporània. En una nomenclatura més moderna seria Gran Duc. El seu regne, el Gran Ducat de Lituània, significava monarca dels lituans i rutens, i era com a mínim mig eslau.
Ladislau II Jagelló, el primer epònim governant Jagelló, començà com a Gran Duc de Lituània. Llavors es convertí al cristianisme i es casà amb Eduvigis de Polònia d'11 anys, el segon dels governants angevins de Polònia, i així es convertí en Rei de Polònia i fundà la dinastia. A l'època, s'anomenava el Rei Ladislau, sense un nombre ordinal, però els historiadors posteriors l'han catalogat com a Ladislau II (de Polònia), V (de Lituània) o de vegades Ladislau II Jagelló de Polònia i Lituània.
La dinastia Piast fou la primera a regnar Polònia i n'ocupà el tron des de 962 fins a 1370, arran de la mort de Casimir III.

## Reis jagellons
Els Jagellons eren governants hereditaris de Polònia i Lituània.
Els governants de Polònia-Lituània (amb les dates que van governar entre parèntesis) van ser:
- Ladislau II (a Lituània 1377-1381 i 1382-1434; a Polònia 1386-1434).
- Ladislau III (1434-1444; a Hongria 1440-1444
- Casimir IV (1444-1492)
- Joan I (1492-1501)
- Alexandre (1501-1505)
- Segimon I (1506-1548)
- Segimon II (1548-1572) (també conegut com a Segimon August)

Després de Segimon II, la dinastia sofriria altres canvis. Els hereus d'aquest darrer eren les seves germanes, Anna Jagellonica i Caterina Jagellonica. L'última s'havia casat amb el Duc Joan de Finlàndia, que així des de 1569 es convertí en el rei Joan III de Suècia, i tingueren un fill, Segimon III Vasa; com a resultat, la branca polonesa de Jagelló es fusionà amb la Dinastia Vasa, que va governar Polònia des de 1587 fins a 1668. Durant l'interval, entre d'altres, István Báthory, el marit d'Anna, va regnar en no tenir la seva muller descendència.